# Hyperophora brevithorax
Hyperophora brevithorax är en insektsart som beskrevs av Piza Jr. 1950. Hyperophora brevithorax ingår i släktet Hyperophora och familjen vårtbitare. Inga underarter finns listade i Catalogue of Life.